# Gbore
Gboor är en klan i Liberia.   Den ligger i regionen Bomi County, i den västra delen av landet, 40 km nordost om huvudstaden Monrovia.